# Télé-Sarre
 (avril 2009).
Si vous disposez d'ouvrages ou d'articles de référence ou si vous connaissez des sites web de qualité traitant du thème abordé ici, merci de compléter l'article en donnant les références utiles à sa vérifiabilité et en les liant à la section « Notes et références ».
Télé-Sarre (Telesaar en allemand) est une chaîne de télévision généraliste privée sarroise créée le 16 mai 1952. Elle commence à émettre le 23 décembre 1953. Première chaîne de télévision privée en Europe, elle est lancée un an avant Télé Monte-Carlo et Télé Luxembourg. Du 1er janvier 1957 jusqu'à sa fermeture le 15 juillet 1958, elle est aussi la première chaîne de télévision commerciale d'Allemagne fédérale.

## Histoire de la chaîne
Le petit État autonome de Sarre, alors indépendant de l'Allemagne depuis 1945 (jusqu'en 1957) et en union économique et douanière avec la France de 1947 à 1959, adopte le 18 juin 1952 une loi sur la radiodiffusion, préparée depuis 1950. Le 24 octobre, la Radiodiffusion sarroise S.A.R.L. est fondée dont les partenaires sont l'État sarrois aux deux tiers et la Société financière de radiodiffusion (Sofirad) à un tiers, et dont le conseil de surveillance compte sept Sarrois et quatre Français sous la présidence du directeur général français de la gestion du patrimoine sarrois, Frédéric Schlachter.
Le directeur général de la Radiodiffusion sarroise, Frédéric Billmann, décide l'établissement d'une station de télévision, mais les moyens financiers de sa société ne permettant pas de couvrir les coûts de diffusion, il se tourne vers des opérateurs privés, ce qui est alors inhabituel. Le 16 mai 1952, Telesaar/Saarländische Fernseh S.A. et la société de production télévisuelle de Sarre sont fondées. Leur principal actionnaire est la société de droit monégasque Images et Sons fondée par Charles Michelson et le prince héréditaire Rainier III de Monaco dans le but de constituer un réseau de stations de radiodiffusion privées en France. Cette société projette alors d'exploiter en Sarre un nouvel émetteur de radiodiffusion à Felsberg nommé Europe n° 1 pour créer une radio « périphérique » échappant au monopole français de la radiodiffusion. En contrepartie de l'autorisation du gouvernement sarrois pour la construction de l'émetteur, Images et Sons doit installer une station de télévision pour Télé-Sarre et livrer un programme télévisé quotidien gratuit de trois heures. La Compagnie européenne de radiodiffusion et de télévision, filiale d'Images et Sons, construit donc un émetteur de radio et de télévision à Felsberg-Berus à 6 kilomètres à l'ouest de Sarrelouis au bord de la frontière française. Un autre émetteur situé au Eschberger Hof près de Sarrebruck lance Télé-Sarre sur les ondes le 23 décembre 1953.
À la suite de la réintégration de la Sarre dans la République fédérale d'Allemagne en 1957, Telesaar devient la première chaîne commerciale du pays. L'Autorité de la radiodiffusion allemande, qui contrôle la radiodiffusion sarroise depuis le 1er janvier 1957, voit dans cette chaîne une entorse au monopole public de la radiodiffusion qui relève de la seule ARD. L'émetteur est fermé par la police le 25 janvier 1958, et le 10 mars, le ministre de la Poste fédérale ordonne la fermeture définitive de Telesaar à la mi-juillet. Télé-Sarre disparaît donc le 15 juillet 1958.
Les films des émissions de Télé-Sarre sont actuellement archivés par la Saarländischer Rundfunk, télévision publique sarroise, membre de l'ARD.

## Organisation

### Dirigeants
Directeur général
- Frédéric Billmann (1953-1955)[4]

Conseil d'administration de la Compagnie européenne de radiodiffusion et de télévision
Le conseil d'administration compte 12 membres actionnaires.
- Pierre Archambault, président du Syndicat national de la presse quotidienne régionale ;
- Philippe Boegner, directeur de Paris Match ;
- Pierre Bourgeois, président de Pathé-Marconi ;
- Gaston Cheneaux de Leyritz, président de la Fédération française des sociétés d'assurances ;
- Jean Dufour, directeur du Crédit lyonnais ;
- Henri de France, directeur de Radio-Industrie ;
- Maurice Jean, directeur de la Compagnie française pour l'exploitation des procédés Thomson-Houston[6] ;
- Maurice Lehmann, directeur de la Réunion des théâtres lyriques nationaux ;
- Georges Lourau, président d'Unifrance films et de Cinédis[7] ;
- Charles Michelson, directeur de Radio Monte-Carlo ;
- Ludovic Tron, président du conseil d'administration de la Banque nationale pour le commerce et l'industrie ;
- Louis de Wolf, directeur de la Banque de Bruxelles.

### Capital
Télé-Sarre est détenue par la Compagnie européenne de radiodiffusion et de télévision S.A. (CERT), filiale de la société monégasque Images et Sons.

## Programmes
Le programme de Télé-Sarre est constitué des informations télévisées françaises de la RTF suivies d'un film (les deux programmes sont synchronisés à Paris avant la diffusion).
Pierre Sabbagh a participé au lancement de Télé-Sarre en 1953-1954.
Lors du référendum du 23 octobre 1955 sur le règlement du statut de la Sarre prévoyant un statut européen pour le territoire, Télé-Sarre a été tenue à une stricte neutralité. Le français Frédéric Billmann quitte alors son poste de directeur général de la Radiodiffusion sarroise et transfère ses parts dans le capital au gouvernement sarrois.

### Speakerines
- Hedi Ballier
- Marion Ilbach
- Eileen Leibbrandt
- Ursula Rollauer.

## Diffusion
Une clause de la loi sur la radiodiffusion sarroise de 1952 avait prévu l'adoption de toutes les normes techniques du système français de télévision (VHF 819 lignes noir et blanc), ce qui, de ce fait, ne permit pas aux postes de télévision sarrois de recevoir la télévision allemande au standard européen de 625 lignes. Pour les mêmes raisons, les Allemands ne pouvaient pas recevoir Télé-Sarre. Ceci n'empêcha pas les autorités allemandes d'interdire tout de même cette station. Cet isolement technique de la Sarre répondait à la politique d'assimilation voulue par Paris, les Sarrois ne pouvant capter que des émissions de télévision en français.
Il existe alors environ 700 téléviseurs en Sarre, essentiellement partagés par plusieurs familles, grâce à quoi toute la population peut voir le programme, malgré la faible portée de l'émetteur en raison des moyens financiers limités.
Du temps de la norme E VHF 819 lignes, la chaîne émet en Bande I VHF sur le canal F2 (41,25 MHz porteuse son, inférieure à la porteuse image). Puis avec la cession de l'émetteur à l'ARD (Sarre devenue allemande), la diffusion a changé de norme (abandon de la norme E VHF 819 lignes pour la norme B VHF 625 lignes CCIR, avec, ultérieurement la couleur PAL et le son stéréo/double son en FM analogique). Le canal est resté en VHF bande I sur le canal E2 sur 48,25 MHz pour la porteuse image inférieure à la porteuse son, contrairement à la norme Française E.
Cet émetteur a été définitivement désactivé lors du passage au tout numérique de la TNT allemande, en DVB-T MPEG 2 SD uniquement en UHF .